# Titulärnation
Titulärnation är den etniska grupp som ger namn åt ett politiskt avgränsat område, vare sig detta område är en suverän stat, eller en delstat eller annat icke‑suveränt område inom en suverän stat. Utöver titulärnationen kan finnas nationella minoriteter som inte representeras i territoriets namn.
Tyskarna är titulärnation i Tyskland. Katalanerna är titulärnation i den spanska autonoma regionen Katalonien.
Begreppet användes först av Johann Gottfried von Herder och Johann Gottlieb Fichte, men utvecklades främst av Maurice Barrès mot 1800‑talets slut.
En stat varest begreppet titulärnation tillämpades systematiskt var Socialistiska rådsrepublikernas union (Sovjetunionen). De största etniska grupperna i Sovjetunionen namngav var sin rådsrepublik (sovjetrepublik), och inom rådsrepublikerna fanns autonoma socialistiska rådsrepubliker och ännu mindre autonoma områden. Dessa autonoma republiker och områden var i nästan alla fall namngivna efter en etnisk‑språklig titulärnation.
Ett land eller en del av ett land kan ha en titulärnation av två olika orsaker. En stat som Frankrike kan växa fram under lång tid, och titulärnationen blir den etnicitet som varit ledande och dominerande i statens framväxt; minoriteter i Frankrike som bretoner har en underordnad roll i landet. Å andra sidan har vissa politiska territorier nyskapats i modern tid med nydragna gränser inom vilka statsmakten medvetet försöker samla ett visst folk. Så gjordes i det tidiga Sovjetunionen, och i viss mån i Folkrepubliken Kina och Republiken Indien.